# Franz Josef Wachter
Franz Josef Wachter (* 14. April 1867 in Schruns; † 7. Februar 1951 ebenda) war ein österreichischer Politiker (Bauernbündler-Partei), Gastwirt und Landwirt. Er war Gemeindevorsteher von Schruns und von 1919 bis 1923 Abgeordneter zum Vorarlberger Landtag.  

## Leben und Wirken
Franz Josef Wachter war der Sohn des Landwirts Jakob Wachter (1818–1894) und dessen Gattin Anna Maria Franziska Durig (1825–1887). Er heiratete am 23. April 1895 in Schruns die aus St. Gallenkirch stammende Regina Anna Vallaster (1867–1953) und wurde 1896 Vater eines Sohnes und 1901 einer Tochter. 
Wachter besuchte die Volksschule in Tschagguns und arbeitet anschließend in der elterlichen Landwirtschaft mit. Er absolvierte von 1888 bis 1891 seinen Militärdienst bei den Tiroler Kaiserjägern und wurde als Zugführer der Burgwache in Wien eingesetzt. In der Folge betrieb er das Gasthaus Adler in Tschagguns und war zudem als selbständiger Landwirt in Schruns tätig. Politisch war er als Mitglied der unabhängigen Bauernbündler-Partei aktiv, wobei er 1919 Mitglied des Gemeindeausschusses von Schruns wurde und zwischen 1919 und 1938 das Amt des Schrunser Gemeindevorstehers innehatte. Er war des Weiteren von 1919 bis 1938 Montafoner Standesrepräsentant sowie Obmann des Konsumvereins Schruns. Er gehörte als Abgeordneter des Wahlbezirkes Bludenz vom 17. Juni 1919 bis zum 5. November 1923 dem Vorarlberger Landtag an. 

## Auszeichnungen
- Ehrenbürger der Marktgemeinde Schruns (6. September 1928)